# Jacob Bastiampillai Deogupillai
Jacob Bastiampillai Deogupillai (* 9. April 1917 in Karampon; † 25. April 2003) war Bischof von Jaffna.

## Leben
Jacob Bastiampillai Deogupillai empfing am 22. Dezember 1941 die Priesterweihe.
Paul VI. ernannte ihn am 9. Februar 1967 zum Weihbischof in Trincomalee und Titularbischof von Mozotcori. Der Bischof von Trincomalee, Ignatius Philip Trigueros Glennie S.J., weihte ihn am 11. Mai desselben Jahres zum Bischof; Mitkonsekratoren waren Frank Marcus Fernando, Weihbischof in Colombo in Ceylon, und Jerome Emilianus Pillai OMI, Bischof von Jaffna. 
Der Papst ernannte ihn am 18. Dezember 1972 zum Bischof von Jaffna. Am 6. Juli 1992 nahm Johannes Paul II. seinen altersbedingten Rücktritt an.